# Макканн, Крис
Кри́стофер Джон Макка́нн (англ. Christopher John McCann; 21 июля 1987, Дублин, Ирландия) — ирландский футболист, выступавший на позициях полузащитника и левого защитника.

## Клубная карьера
Макканн пришёл в систему академии английского «Бернли» из ирландского «Хоум Фарма». Его дебют во взрослом футболе состоялся в Чемпионшипе сезона 2005/06, 13 августа 2005 года в матче против «Ковентри Сити», в котором он вышел на раннюю замену. Свой первый гол в карьере он забил «Ипсвич Тауну» 27 сентября 2005 года в матче, завершившимся со счётом 3:0. В марте 2007 года «Бернли» продлил действующий контракт Макканна на двенадцать месяцев до июня 2010 года. В августе 2009 года после выхода в Премьер-лигу «Бернли» подписал с Макканном новый контракт на два года. В высшем дивизионе английского футбола он дебютировал 15 августа в матче первого тура сезона 2009/10 против «Сток Сити», выйдя в стартовом составе. Из-за череды травм крестообразных связок колена Макканн в период с сентября 2009 года по апрель 2011 года сыграл только в двух матчах. В июне 2011 года игрок подписал с клубом новый двухлетний контракт, после чего в августе перед стартом сезона 2011/12 главный тренер «Бернли» Эдди Хау назначил Макканна капитаном команды. Капитаном клуба он пробыл полный сезон — в следующее межсезонье Хау утвердил вместо него Джейсона Шэкелла. По окончании сезона 2012/13 «Бернли» не стал предлагать Макканну новый договор.
26 июня 2013 года было объявлено о присоединении Макканна к «Уиган Атлетик» по свободному трансферу после истечения срока его контракта с «Бернли» в конце месяца. Игрок согласовал контракт на три года, став первым подписанием клуба для нового тренера Оуэна Койла, ранее тренировавшего его в «Бернли». За «латикс» дебютировал 3 августа 2013 года в матче стартового тура сезона 2013/14 против «Барнсли». 21 декабря 2013 года в матче против «Рединга» забил свой первый гол за «Уиган». «Уиган Атлетик» как обладатель Кубка Англии 2012/13 впервые в своей истории пробился в еврокубок — Лигу Европы УЕФА 2013/14, Макканн принял участие в пяти из шести матчей группового этапа. 9 марта 2014 года в матче четвертьфинала Кубка Англии 2013/14 против «Манчестер Сити» в столкновении с Майкой Ричардсом Макканн получил тяжёлую травму — раздробленный перелом коленной чашечки правой ноги, после которой вернулся на поле через восемь месяцев. Свой последний год в клубе провёл в Лиге один, куда «латикс» выбыли по итогу сезона 2014/15 в Чемпионшипе. После победы в Лиге один сезона 2015/16 «Уиган» предложил Макканну новый контракт, но сделка не состоялась.
6 июля 2016 года Макканн подписал контракт с будущей франшизой MLS «Атланта Юнайтед», которая должна была начать выступление в лиге с сезона 2017.
Пять месяцев до конца 2016 года Макканн провёл, играя на правах аренды, в клубе английской Лиги один «Ковентри Сити». Дебютировал за «небесно-голубых» в матче против «Бери» 16 августа. 1 октября в матче против «Порт Вейла» забил свой первый гол за «Ковентри».
В феврале 2017 года Макканн получил грин-карту, что дало ему возможность не считаться в MLS легионером. В американской лиге дебютировал 12 марта 2017 года в матче против другого новообразованного клуба «Миннесота Юнайтед», в котором вышел на замену во втором тайме. 15 апреля 2018 года в матче против «Нью-Йорк Сити» забил свой первый гол в MLS. 9 февраля 2019 года «Атланта Юнайтед» отчислила Макканна.
12 февраля 2019 года Макканн заключил контракт с «Ди Си Юнайтед». За вашингтонский клуб дебютировал 31 марта в матче против «Орландо Сити», выйдя на замену на 15-й минуте вместо Хосефа Моры. 12 июня в матче Открытого кубка США против «Филадельфии Юнион» забил свой первый гол за вашингтонцев. 31 июля «Ди Си Юнайтед» и Макканн расторгли контракт по обоюдному согласию сторон.
18 октября 2019 года Макканн подписал краткосрочный контракт с «Олдем Атлетик». Дебютировал в английской Лиге два 19 октября в матче против «Маклсфилд Таун». 31 января 2020 года Макканн подписал с «Олдем Атлетик» новый контракт до конца сезона с возможностью продления ещё на год. После окончания сезона 2019/20 Макканн покинул «Олдем Атлетик».
14 декабря 2020 года Макканн присоединился к клубу чемпионата Ирландии «Шемрок Роверс». Дебютировал за «Роверс» 12 марта 2021 года в Кубке Президента против «Дандолка». 18 декабря 2021 года Макканн перезаключил контракт с «Шемрок Роверс». По окончании сезона 2022 Макканн покинул «Шемрок Роверс».
4 февраля 2023 года Макканн подписал краткосрочный контракт с «Бертон Альбион». В тот же день в матче против «Флитвуд Таун» дебютировал за «пивоваров», заменив на 14-й минуте получившего травму Терри Тейлора. По окончании сезона 2022/23 «Бертон Альбион» не стал предлагать новый контракт Макканну.

## Международная карьера
Макканн представлял Ирландию на уровне сборных возрастных групп до 17 лет, до 18 лет и до 19 лет. Впервые вызван в сборную Ирландии до 21 года он был на отборочные матчи Молодёжного чемпионата Европы 2009 против сверстников из Черногории и Болгарии 16 и 20 ноября 2007 года. В первом матче он остался на скамейке запасных, а перед вторым, узнав что вновь не значится в стартовом составе, покинул расположение команды, заявив что это была пустая трата времени, за что подвергся резкой критике от главного тренера Дона Гивенза. Макканн заявлял о желании выступать за главную сборную Ирландии, но в ряды «парней в зелёном» никогда не призывался.

## Достижения
Командные
 «Уиган Атлетик»
- Победитель Лиги один: 2015/16

 «Ковентри Сити»
- Обладатель Трофея Футбольной лиги: 2016/17

 «Атланта Юнайтед»
- Чемпион MLS (обладатель Кубка MLS): 2018

 «Шемрок Роверс»
- Чемпион Ирландии: 2021, 2022
- Обладатель Кубка Президента Ирландии: 2022

## Статистика выступлений
| Выступление            | Выступление      | Выступление      | Лига | Лига | Кубок | Кубок | Кубок лиги | Кубок лиги | Континент. | Континент. | Прочие | Прочие | Итого | Итого |
| Клуб                   | Лига             | Сезон            | Игры | Голы | Игры  | Голы  | Игры       | Голы       | Игры       | Голы       | Игры   | Голы   | Игры  | Голы  |
| ---------------------- | ---------------- | ---------------- | ---- | ---- | ----- | ----- | ---------- | ---------- | ---------- | ---------- | ------ | ------ | ----- | ----- |
| Бернли                 | Чемпионшип       | 2005/06          | 23   | 2    | 1     | 0     | 3          | 0          | —          | —          | —      | —      | 27    | 2     |
| Бернли                 | Чемпионшип       | 2006/07          | 38   | 5    | 1     | 0     | 1          | 0          | —          | —          | —      | —      | 40    | 5     |
| Бернли                 | Чемпионшип       | 2007/08          | 35   | 5    | 1     | 0     | 1          | 0          | —          | —          | —      | —      | 37    | 5     |
| Бернли                 | Чемпионшип       | 2008/09          | 44   | 6    | 4     | 0     | 7          | 2          | —          | —          | 3      | 0      | 58    | 8     |
| Бернли                 | Премьер-лига     | 2009/10          | 7    | 0    | 1     | 0     | 0          | 0          | —          | —          | —      | —      | 8     | 0     |
| Бернли                 | Чемпионшип       | 2010/11          | 4    | 1    | 0     | 0     | 0          | 0          | —          | —          | —      | —      | 4     | 1     |
| Бернли                 | Чемпионшип       | 2011/12          | 46   | 4    | 1     | 0     | 4          | 1          | —          | —          | —      | —      | 51    | 5     |
| Бернли                 | Чемпионшип       | 2012/13          | 41   | 4    | 0     | 0     | 2          | 1          | —          | —          | —      | —      | 43    | 5     |
| Бернли                 | Итого            | Итого            | 238  | 27   | 9     | 0     | 18         | 4          | —          | —          | 3      | 0      | 268   | 31    |
| Уиган Атлетик          | Чемпионшип       | 2013/14          | 27   | 2    | 5     | 1     | 1          | 0          | 5          | 0          | 1      | 0      | 39    | 3     |
| Уиган Атлетик          | Чемпионшип       | 2014/15          | 17   | 2    | 1     | 0     | 0          | 0          | —          | —          | —      | —      | 18    | 2     |
| Уиган Атлетик          | Лига один        | 2015/16          | 38   | 4    | 1     | 0     | 0          | 0          | —          | —          | 1      | 0      | 40    | 4     |
| Уиган Атлетик          | Итого            | Итого            | 82   | 8    | 7     | 1     | 1          | 0          | 5          | 0          | 2      | 0      | 97    | 9     |
| Атланта Юнайтед        | MLS              | 2017             | 23   | 0    | 2     | 0     | —          | —          | —          | —          | 1      | 0      | 26    | 0     |
| Атланта Юнайтед        | MLS              | 2018             | 22   | 1    | 0     | 0     | —          | —          | —          | —          | 2      | 0      | 24    | 1     |
| Атланта Юнайтед        | Итого            | Итого            | 45   | 1    | 2     | 0     | —          | —          | —          | —          | 3      | 0      | 50    | 1     |
| Ковентри Сити (аренда) | Лига один        | 2016/17          | 13   | 1    | 1     | 0     | 1          | 0          | —          | —          | 3      | 0      | 18    | 1     |
| Ковентри Сити (аренда) | Итого            | Итого            | 13   | 1    | 1     | 0     | 1          | 0          | —          | —          | 3      | 0      | 18    | 1     |
| Ди Си Юнайтед          | MLS              | 2019             | 6    | 0    | 1     | 1     | —          | —          | —          | —          | —      | —      | 7     | 1     |
| Ди Си Юнайтед          | Итого            | Итого            | 6    | 0    | 1     | 1     | —          | —          | —          | —          | —      | —      | 7     | 1     |
| Олдем Атлетик          | Лига два         | 2019/20          | 16   | 0    | 2     | 0     | —          | —          | —          | —          | 1      | 0      | 19    | 0     |
| Олдем Атлетик          | Итого            | Итого            | 16   | 0    | 2     | 0     | —          | —          | —          | —          | 1      | 0      | 19    | 0     |
| Шемрок Роверс          | Премьер-дивизион | 2021             | 24   | 0    | 1     | 0     | —          | —          | 1          | 0          | 1      | 0      | 27    | 0     |
| Шемрок Роверс          | Премьер-дивизион | 2022             | 13   | 0    | 1     | 0     | —          | —          | 8          | 0          | 0      | 0      | 22    | 0     |
| Шемрок Роверс          | Итого            | Итого            | 37   | 0    | 2     | 0     | —          | —          | 9          | 0          | 1      | 0      | 49    | 0     |
| Бертон Альбион         | Лига один        | 2022/23          | 3    | 0    | —     | —     | —          | —          | —          | —          | —      | —      | 3     | 0     |
| Бертон Альбион         | Итого            | Итого            | 3    | 0    | —     | —     | —          | —          | —          | —          | —      | —      | 3     | 0     |
| Всего за карьеру       | Всего за карьеру | Всего за карьеру | 440  | 37   | 24    | 2     | 20         | 4          | 14         | 0          | 13     | 0      | 511   | 43    |

1. ↑  В графу «Континентальные кубки» входят игры и голы в Лиге Европы УЕФА, Лиге конференций УЕФА и Лиге чемпионов УЕФА.
2. ↑  В графу «Прочие» входят игры и голы в плей-офф Чемпионшипа, Суперкубке Англии, Трофее Футбольной лиги, плей-офф Кубка MLS и Кубке Президента.